# Páli fordulat
A páli fordulat a korai kereszténység életében a 2. század első évtizedeitől fokozatosan beállt, Pál apostol nevével kapcsolatba hozott változás, amely gyökeresen átalakította az első keresztény gyülekezetek életét.
Előbb-utóbb rá kellett eszmélniük a korai keresztény gyülekezetek legfanatikusabb tagjainak is arra, hogy a nagy ítélet és az azt végrehajtó Messiás nem jön vissza azzal a gyorsasággal ahogy azt remélték. A világ végének egyre távolabb tolódásából keletkezett sokrétű nehézség sürgős megoldásra várt. A problémák megoldására irányuló törekvések a páli fordulathoz fűződnek, amely éppen a remélt világ végének elmaradásából keletkezett új helyzetre való tekintettel, kíméletlen harcok árán végrehajtotta azt a fordulatot, amelynek révén gyökeresen átalakultak a keresztény gyülekezetek és létrejöttek egy olyan egységes egyház alapkövei, amely alkalmas lehetett a rabszolgatartó Római Birodalom vallási szükségleteinek a kielégítésére, ideológiájának a kifejezésére is.
A páli fordulat kapcsán a kereszténység szakított zsidó gyökereivel, hogy a propaganda irányát a hellenisztikus, "pogány" jellegű gyülekezetek szervezése felé fordíthassa. Ezért elvetette az aprólékos zsidó rituális előírásokat, feleslegesnek, sőt egyenesen károsnak minősítette a körülmetélést, és a megigazulás útját a Jézus Krisztusban való hitben jelölte meg. Az antijudaista tendenciák a júdeai zsidóság 112-117. évi, majd 132-135. évi felkelésének leverése (→ Bar Kohba-felkelés) után érték el tetőpontjukat, amikor már világos lehetett, hogy ha a római hatóságok szemében gyűlöletes zsidó szekta marad, a kereszténység terjedése lehetetlenné válik.
A páli fordulat következtében a keresztény gyülekezetek fokozatosan feladták a hatalommal való kezdeti szembenállásukat és a gazdagokkal szemben táplált elutasító érzületüket (→ anyagi lemondás). A keresztény gyülekezeteknek ez a megváltozott magatartása biztosította a római hatóságok velük szemben tanúsított bizonyos fokú türelmét, és egyben elfogadhatóvá tette a keresztény eszméket a jómódúak számára is.
A páli fordulat kereszténysége a megelőző idők kereszténységéhez viszonyítva új szerkezeti vonásokat is mutat. Az eddig jelentéktelen szerepet betöltő püspökök döntő szerephez jutottak a keresztény élet irányításában. Az eddig egymással civódó és egymástól független gyülekezetek szoros kapcsolatba kerültek egymással: közös vezetőjük támadt ugyanis az episzkoposz, a püspök személyében. A püspökség intézményével karöltve jött létre az egyház és alakult át az őskeresztények egyszerű liturgiája és született meg a mise szertartása.
Az új helyzethez való alkalmazkodás átalakította a keresztény eszkatológiát is: a korábban közelinek hitt világ végét a távoli időkre helyezték át és Krisztus második eljövetelével hozták kapcsolatba. A keresztény gyülekezetek szociális összetételének megváltozásával módosult az utolsó ítéletről szóló tanítás is: a gazdagok pusztulását hozó valóságos szabadulás gondolatának a helyére a bűntől való megváltás tanítása lépett: ezek után csak a jó cselekedetek lesznek a mennyországba jutás feltételei.
Fokozatosan létrejöttek a keresztény világnézet egyéb alaptételei is. A tanrendszer kialakulására legnagyobb hatással a zsidó vallás hivatalos tanítása, az esszénusok gondolatai, a misztériumvallások eszméi és a gnoszticizmus tanai voltak. A páli mozgalom élesen szembehelyezkedett a korai gyülekezetek egyszerűségével, amely a fennálló társadalmi rend felett gyakorolt bírálatot a világ megvetésével. Nem zárta el az aszkétikus életmód lehetőségét, de nem is tette kötelezővé.